# Antički toponimi na tlu Srbije i Crne Gore
Sledi spisak antičkih toponima na tlu Srbije i Crne Gore. Navedeno je, azbučnim redom, oko 70 antičkih toponima na latinskom, ili romanizovanih iz drevnog grčkog, za koje postoje zapisi iz vremena Rimskog carstva. Spiskom su obuhvaćeni antički nazivi naselja, reka i planina tada poznatih na teritoriji Srbije i Crne Gore. Neki od njih sačuvani su u docnijoj slavizovanovaj formi kao današnji srpski toponimi antičkog porekla, a takvih je najviše među rekama (označeni zvezdicom * ).
Oznake: 
- = romanizovani toponimi grčkog porekla,
- =  dosad sačuvani antički nazivi u srpskim toponimima.

## Antička regionalna područja
- = Šumadija (srednja Srbija)
- = Bačka (i cela Vojvodina), starije grčki: Metanaste
- = istočna Srbija, starije grčki: Mysia
- -{Praevalis}(Praevalitana; Praevales)- =današnja oblast Crne Gore,Skadra i dijela Srbije ( provincija, kao posebna izdvojena iz Dalmacije 297.g.n. ere ili 305-306.g. ne.)
- = Srem*, starije grčki: Syrmion

## Rimska antička naselja
- = Kuršumlija
- = Kotor
- = Stari Slankamen
- = Čortanovci
- = Loznica
- = ostrogotska tvrđava ,kasnije Onogoste (Onogošt) danas Nikšić
- = Dimitrovgrad
- = Donji Petrovci
- = Banoštor
- = Budva*
- = Novi Banovci
- = Bačka Palanka
- = Petrovaradin
- = u blizini Podgorice
- = Bajina Bašta
- = Sremska Rača
- =Prokuplje
- = Ćuprija
- = Vranje
- = Smederevo
- = Niš
- = Ulcinj*
- = Begeč
- = Prizren
- = Aleksinac
- = Bela Palanka
- = Risan*
- = Surduk
- = Danilovgrad
- = Peć
- = Beograd
- = Sremska Mitrovica
- = Zemun
- = Pirot
- = Lipljan / Uroševac
- = Kostolac

## Reke na latinskom (grčkom)
- = Ibar
- = Tara
- = Bojana
- = Nišava
- = Kolubara*
- = gornji Dunav* (uzvodno od Beograda)
- = Drim*
- = Drina
- = donji Dunav (nizvodno od Beograda)
- = Lim*
- = Morava
- = Morača
- = Sava*
- = Zeta*
- = Piva
- = Tamiš
- = Timok*
- = Tisa

### Ostale vode na latinskom
- Lacus Labeatis = Skadarsko jezero
- Sinus Rhizonticus = Boka Kotorska

## Planine na latinskom (grčkom)
Skraćenica: M. = mons (planina) i oznaka visine u metrima:
- = Besna Kobila, 1.946
- = Fruška gora, 539
- = Prokletije, 2.650
- = Bjelasica, 2.137
- = Maljen, 1.103
- = Jadovnik pl., 1.734
- = Komovi*, 2.484
- = Ozren pl., 1.550
- = Ljubišnja, 2.286
- = Povlen, 1.346
- = Stara pl., 2.252
- = Orjen, 1.895
- = Kopaonik, 2.017
- = Maglić-Volujak, 2.396
- = Žiovo-Bioč, 2.133
- = Lovćen, 1.749
- = Deli Jovan, 1.135
- = Paštrik, 1.983
- = Šarplanina, 2.640
- = Durmitor, 2.522
- = Rumija, 1.593
- = Suva pl., 1.808
- = Zlatibor, 1.496
- = Mokra gora, 2.155
- = Rodopske planine